# 安倍真勝
安倍 真勝（あべ の まかつ）は、平安時代初期の貴族。参議・阿倍毛人の孫で、大宰大監・安倍三綱の子。官位は従四位上・伊予守。

## 経歴
桓武朝末の延暦24年（805年）に従五位下に叙せられ、延暦年間末から弘仁5年（814年）まで陰陽頭を務める。この間、備中守・治部少輔・大学頭等を兼ねる一方、大同3年（808年）従五位上、弘仁3年（812年）正五位下に昇叙している。また、弘仁3年（812年）6月には参議・紀広浜らと共に『日本書紀』の講読に参画している。
弘仁5年（814年）8月刑部大輔に転じると、同年11月造西寺長官、翌弘仁6年（815年）正月には造東寺長官と短期間に官職を転々とした。なお、弘仁6年（815年）に成立した『新撰姓氏録』の編纂にも参画している。
弘仁11年（820年）従四位下・神祇伯に叙任されるが、その後は甲斐守・伊予守と地方官を歴任し、位階は従四位上に至った。天長3年（826年）9月6日卒去。享年73。最終官位は伊予守従四位上。

## 人物
性格は飾り気がなく律儀で、媚びへつらうことを好まなかった。老荘を学び、文章をよく口にして読みも流暢であったが、その内容には精通していなかった。歴任した官職では寛静をもって対処したと賞賛された。

## 官歴
『日本後紀』による。
- 時期不詳：正六位上
- 延暦24年（805年） 10月25日：従五位下
- 延暦年間：陰陽頭
- 大同3年（808年） 4月8日：治部少輔、陰陽頭備中守如故。11月17日：従五位上
- 大同4年（809年） 2月13日：兼大学頭
- 弘仁3年（812年） 正月7日：正五位下
- 弘仁5年（814年） 日付不詳：止陰陽頭[3]。8月28日：刑部大輔。11月11日：造西寺長官
- 弘仁6年（815年） 正月12日：造東寺長官
- 弘仁11年（820年） 正月7日：従四位下。日付不詳：神祇伯
- 時期不詳：従四位上。甲斐守。伊予守
- 天長3年（826年） 9月6日：卒去（伊予守従四位上）